# Heinz Lindner
Heinz Lindner pronunciació alemanya: [haɪnts ˈlɪndnɐ]; (17 de juliol de 1990) és un futbolista professional austríac que juga com a porter al FC Sion i la selecció de futbol d'Àustria.

## Clubs
Lindner començar la seva carrera amb l'equip de reserva per al Austria Viena on va fer 32 aparicions. A continuació, va passar a fer 187 aparicions del primer equip. El gener de 2015, Lindner estava a punt de transferir -se al club de la La Liga Córdoba CF, però el moviment no es va concretar. Lindner en lloc va ser acordat una transferència amb el club alemany Eintracht Frankfurt.

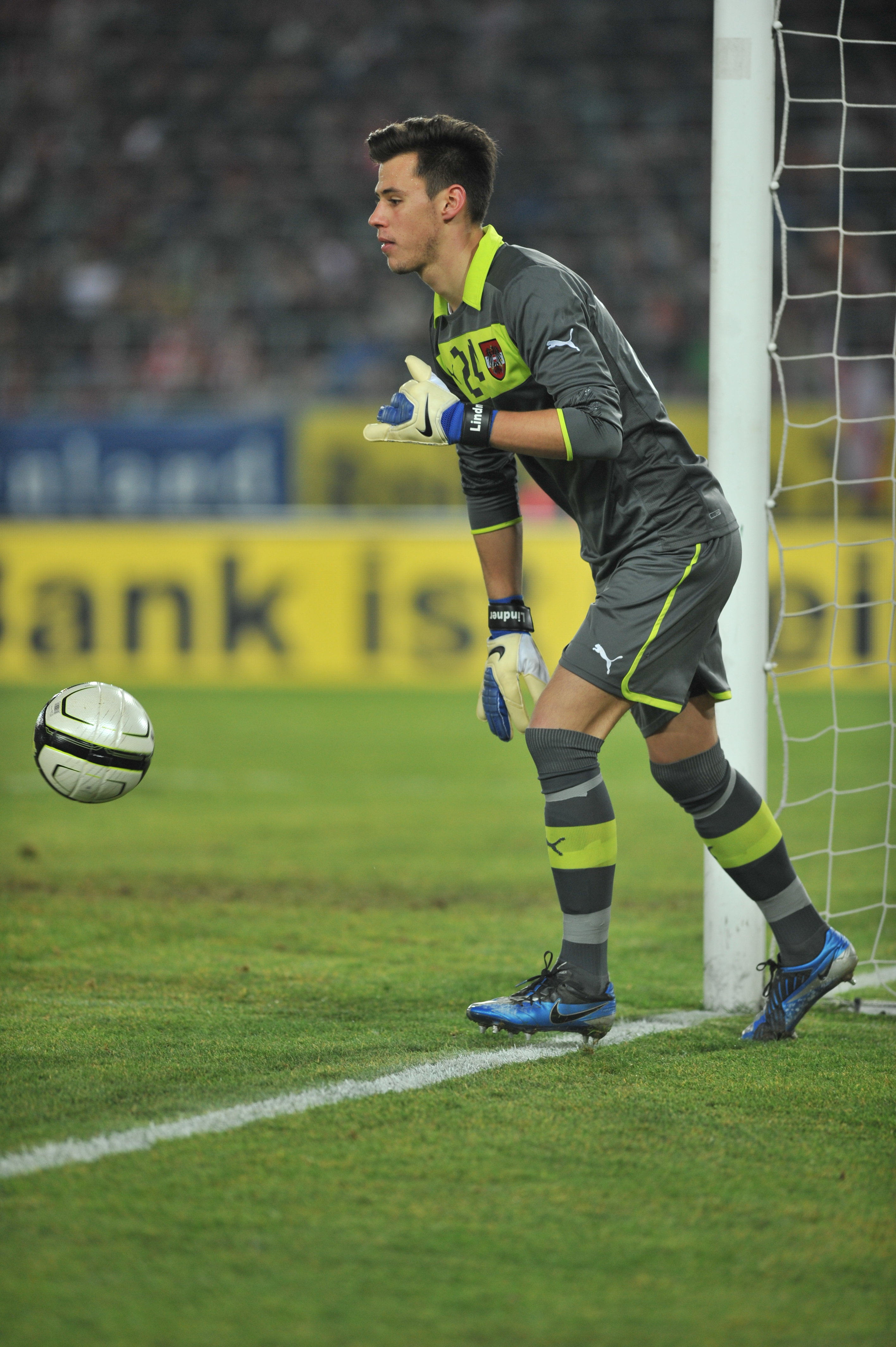
Heinz Lindner